# Црна ријека (притока Саве)
Црна ријека је козарачка ријека, десна притока Саве. Извор Црне Ријеке се налази испод Мраковице.
Један дио тока Црне ријеке је на Козари, а она потом наставља да тече према сјеверу као равничарска ријека. Дуга је око 30-так km. Од извора тече према сјеверу, протиче кроз Подградце и улива се у ријеку Саву.
Нема ни предања, ни поуздних записа по чему је ријека добила име.
Некада је Црна ријека на Козари правила неколико малих повезаних језера.
У ријеци и у њеним притокама има салмонидне рибе: пастрмке и кркушке. У доњим токовима има и бијеле рибе. Љети се купа по њеним буковима.